# 土生川正道
土生川正道（はぶかわしょうどう　1932年 - ）は、高野山真言宗の僧。

## 概要
高野山大学西洋哲学科卒業。高野山無量光院住職。高野山第508世寺務検校執行法印。
1993年に出版された『中院流初心行者行様指南』を監修。
2000年に高野山真言宗の宗務総長に就任。2003年6月23日までに行われた高野山真言宗の臨時宗会で、土生川正道が宗務総長に再任する。2003年7月5日から3年間就任。
2007年3月12日に金剛峯寺で土生川正道の第508世寺務検校執行法印の転衣式が行われる。
2018年8月30日に放送のNHKの戦争のテレビ番組に出る。戦時中の1944年に高野山は軍隊に徴用され、海軍航空隊の予科練が置かれていた。当時の土生川正道は三宝院で修行をしており、当時の練習生は宿坊で生活をしていたことを鮮明に覚えている。テレビ番組では、練習生が宿坊の柱にぶら下がるように命じられていたり、夜になるとおなかをすかせた練習生が毎晩鍋の底にこびり付いた焦げ飯を取りに来ていたことを語る。
高野山奥の院英霊殿前に設置している石碑には、土生川正道が書いた本居宣長の敷島の歌が刻されている。